# In between
In between（イン ビトゥィン）は、欧州連合(EU)加盟の25カ国を13人の写真家によって撮影された写真集のシリーズ。
EU・ジャパンフェスト日本委員会が主催するプロジェクト「Europe Today」の一環として制作された。
収録されている写真は、2004年7月から2005年2月のあいだに撮りおろされたもので、撮影者別の13巻と別巻1冊で構成されている。
2005年6月から11月にかけてオシリスから発売された。

## 撮影者と撮影した国
- No.1 ホンマタカシ デンマーク、ポーランド ISBN 4-903152-00-6
- No.2 港千尋 フランス、ギリシャ ISBN 4-903152-01-4
- No.3 尾仲浩二 ラトヴィア、スペイン ISBN 4-903152-02-2
- No.4 小野博 オーストリア、スロベニア ISBN 4-903152-03-0
- No.5 本山周平 ルクセンブルク、オランダ ISBN 4-903152-04-9
- No.6 野村恵子 イタリア、スウェーデン ISBN 4-903152-05-7
- No.7 松江泰治 イギリス、スロバキア ISBN 4-903152-06-5
- No.8 鬼海弘雄 ポルトガル、マルタ ISBN 4-903152-07-3
- No.9 米田知子 ハンガリー、エストニア ISBN 4-903152-08-1
- No.10 今井智己 リトアニア、ベルギー ISBN 4-903152-09-X
- No.11 吉増剛造 アイルランド ISBN 4-903152-10-3
- No.12 金村修 ドイツ、フィンランド ISBN 4-903152-11-1
- No.13 野口里佳 チェコ、キプロス ISBN 4-903152-12-X
- No.14 別巻 ISBN 4-903152-13-8